# Dysdera lancerotensis
Dysdera lancerotensis es una especie de arañas araneomorfas de la familia Dysderidae.

## Distribución geográfica
Es endémica de las Canarias orientales (España).